# Comité Olímpico Nacional de Lituania

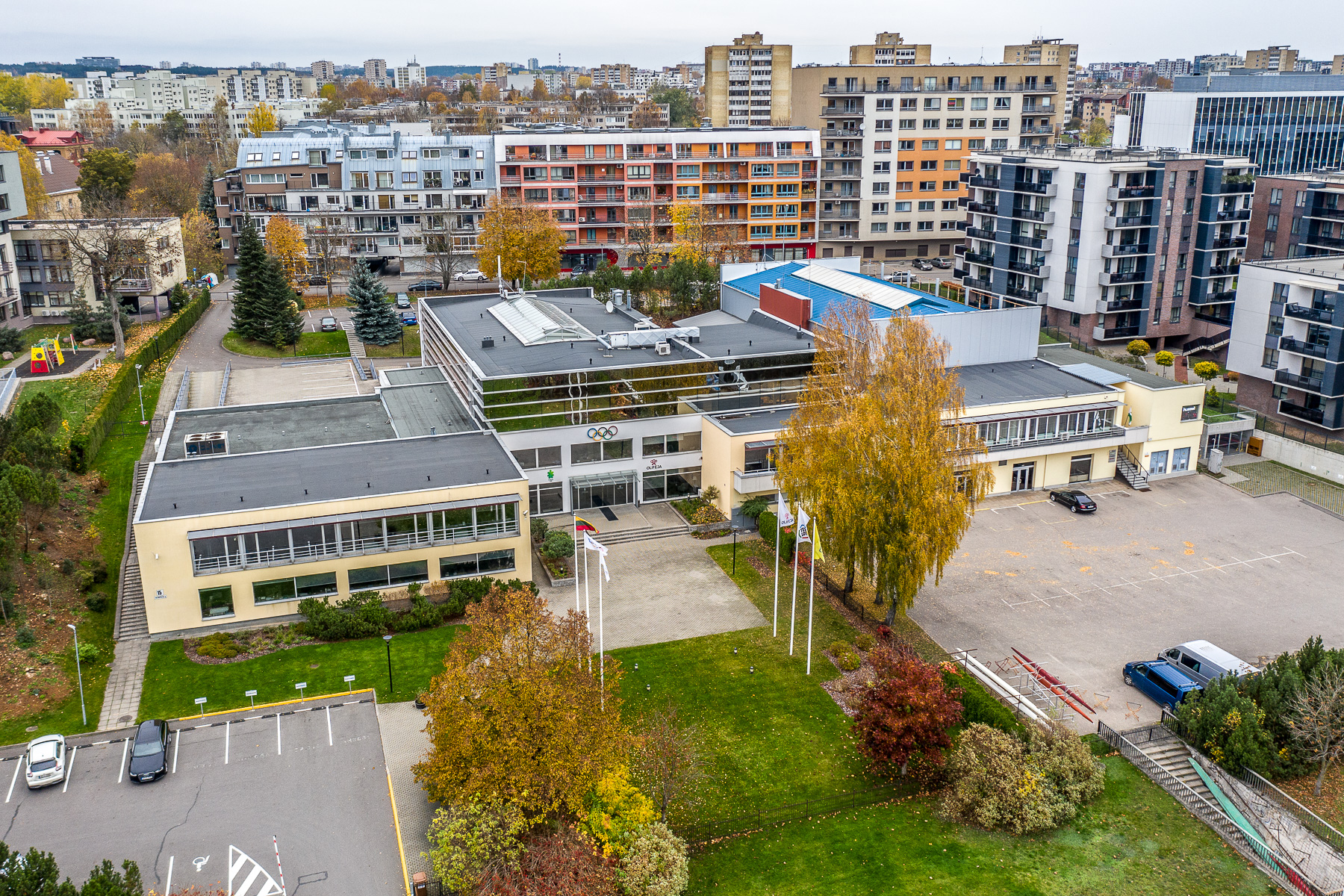

El Comité Olímpico Nacional de Lituania es el Comité Nacional Olímpico de Lituania, fundado en 1991 y reconocido por el COI ese mismo año.